# Eine namenlose Geschichte
Eine namenlose Geschichte ist ein US-amerikanisches Stummfilmdrama aus dem Jahr 1924 von Irvin Willat mit Agnes Ayres und Antonio Moreno in den Hauptrollen. Der Film wurde von der Famous Players-Lasky Corporation produziert und basiert auf dem Roman The Story Without a Name von Arthur Stringer.

## Handlung
Drakma, ein internationaler Spion, strebt den Besitz des Triangulators an, ein Gerät, das elektronische Todesstrahlen aussendet, das der Radioexperte Alan Holt für die US-Regierung erfunden hat. Mary Walsworth gelingt es, die Maschine zu zerstören, bevor Drakma sie in die Hände bekommt. Der Schurke nimmt Alan und Mary gefangen, setzt Mary auf ein Schmugglerschiff und lässt Alan, unter Androhung von Marys Tod, auf einer Insel zurück, um einen weiteren Triangulator zu bauen. Stattdessen baut Alan ein Funkgerät und sendet ein SOS, das von Admiral Walsworth, Marys Vater, beantwortet wird. Alan gelangt auf einem Floß zum Schmugglerschiff und hält die Mannschaft auf, bis Seeleute zur Rettung eintreffen.

## Hintergrund
Am 19. Juni 1924 wurde berichtet, dass die Dreharbeiten in den Paramount-Studios in Long Island City stattfanden, Außenaufnahmen jedoch im nahegelegenen Eatons Neck auf Long Island erfolgten.
Der Name des Drehbuchautors Victor Irvin war ein Pseudonym für den Regisseur Irvin Willat.
Da keine Kopien der sechs Filmrollen existieren, gilt der Film als verschollen.

## Veröffentlichung
Die Premiere des Films fand am 5. Oktober 1924 in New York statt. Im Deutschen Reich kam er im Juli 1926 in die Kinos.

## Kritiken
Mordaunt Hall von der The New York Times kam zu dem Schluss, dass es besser wäre, wenn dieser Film nie einen Titel hätte, damit er nach seinen sieben Tagen in den Kinos harmlos verschwinden könne. Diese Produktion unter der Regie von Irvin Willat, der „The Wanderer of the Wasteland“ sehr gut umgesetzt hatte, beginne mit beträchtlichem Mysterium, wachse sich dann zu einem übertriebenen Melodrama aus und verklinge schließlich als etwas so Absurdes, dass es wie die Arbeit eines Anfängers erscheine.

## Auszeichnungen
Der Film wurde 1924 mit dem Photoplay Award als bester Film des Monats Dezember ausgezeichnet.